# Lake Goodwill
Der Lake Goodwill (englisch sinngemäß für See des guten Willens) ist ein kleiner See an der Ingrid-Christensen-Küste des ostantarktischen Prinzessin-Elisabeth-Lands. In den Vestfoldbergen liegt er am Kopfende des Lake Druzhby.
Australische Wissenschaftler benannten ihn anlässlich der Kooperation mit russischen Wissenschaftlern zur Erkundung dieses und weiterer Seen in der Umgebung.